# Споменик српским војницима 1912-1918 у Пожаревцу
Споменик српским војницима 1912-1918 у Пожаревцу је подигнут 1923. године, у делу града који се назива Горња мала, на раскрсници улица Косовске, Делиградске и Светосавске. Споменик је проглашен за непокретно културно добро у категорији споменика културе.

## Изглед споменика
Споменик се састоји од високог постамента на који је постављена скулптура војника. На постаменту квадратног пресека се на све четири стране налазе спомен плоче од црног мермера са именима сто четрдесет палих војника у Балканским и Првом светском рату. У врху сваке плоче изнад имена палих ратника уклесан је по један стих: 
ОТАЏБИНУ ГРУДИ ШТИТЕ, ЗА КРСТ ЧАСНИ И СЛОБОДУ ЗЛАТНУ, БЛАГО ОНОМ КО ДО ВЈЕКА ЖИВИ и СЛАВНО ЈЕ ЗА ОТАЏБИНУ УМРЕТИ.
Скулптура је израђена у вештачком камену. Српски војник у пешадијској униформи обучен је у дугачак шињел, са шајкачом на глави и опанцима на ногама. Он чврсто стоји са рукама лагано ослоњеним на пушку, ухваћен у моменту кратког одмора. Војник је приказан са веома изражајним цртама лица и изразом који зрачи задовољстом због победе и поносом на држање српских војника у ослободилачким ратовима. Сама фигура постављена је чврсто и статично, симболишући снагу и стаменост српског народа, који иако десеткован у Балканским и Првом светском рату, није поклекао.
Простор око споменика је партерно уређен. Около је постављена ланчаница на четири стубића са декоративним фењерима. 
Комплетна рестаурирација споменика изведена је 2005. године на иницијативу Скупштине општине Пожаревац, а радове је изводио Регионални завод за заштиту споменика културе Смедерево.